# Wilhelm Dietrich von Bülow
Freiherr Wilhelm Dietrich von Bülow aus dem Hause Abbensen (* 1664; † 10. Februar 1737 in Berlin), war preußischer Oberhofmeister und Staatsminister.

## Leben

### Herkunft
Wilhelm Dietrich entstammte dem mecklenburgischen Uradelsgeschlecht von Bülow und war ein Sohn von Paul Joachim von Bülow (1606–1669), braunschweigischer Kammerpräsident und Lucie von Ahlefeld († 1692).

### Werdegang
Bülow war Oberhofmeister der Kurfürstin und nachmaligen Königin Sophie Charlotte. Am 17. Januar 1701 zählte er zu den ersten Rittern des Schwarzen Adlerordens, welche anlässlich der Krönungsfeierlichkeiten, bei der Bülow links neben der Königin schritt, mit dem neugestifteten höchsten preußischen Zivilorden geehrt wurden. Später wurde Bülow preußischer Staatsminister und Wirklicher Geheimer Rat sowie Oberhauptmann von Spandau.
Bülow wurde gemeinsam mit seinen Brüdern Joachim Heinrich, Kurhannoverscher Geheimer Rat, Thomas Christian, Braunschweig-Cellescher Rat und Oberhauptmann, Cuno Josias, Hannoverscher Generalleutnant, Johann Otto, Braunschweig-Lüneburgischer Landrat vom Kaiser Joseph I. mit Diplom vom 16. Dezember 1705 in den Reichsfreiherrnstand erhoben.
1711 wurde Bülow Ordenskanzler des Schwarzen Adlerordens. Er starb als letzter der von König Friedrich I. ernannten Ritter des Ordens.

### Familie
Bülow vermählte sich mit Christine Antoinette von Krosigk, einer Tochter des Ludolf Lorenz von Krosigk; aus der Ehe sind mehrere Kinder hervorgegangen:
- Charlotta Eleonora Friderica von Bülow (* 1696)
- Friedrich von Bülow (1698–1738), preußischer Kriegsminister, ⚭ Johanna Auguste von Arnim (1700–1763)
- Christina Louise von Bülow (* 1700)
- Sophia von Bülow (* 1702)
- Dorothea Wilhelmine von Bülow (* 1707)